# Haloragis stokesii
Haloragis stokesii är en slingeväxtart som beskrevs av Forest Brown. Haloragis stokesii ingår i släktet Haloragis och familjen slingeväxter. Inga underarter finns listade i Catalogue of Life.